# Liste von Bergwerken im Aachener Revier

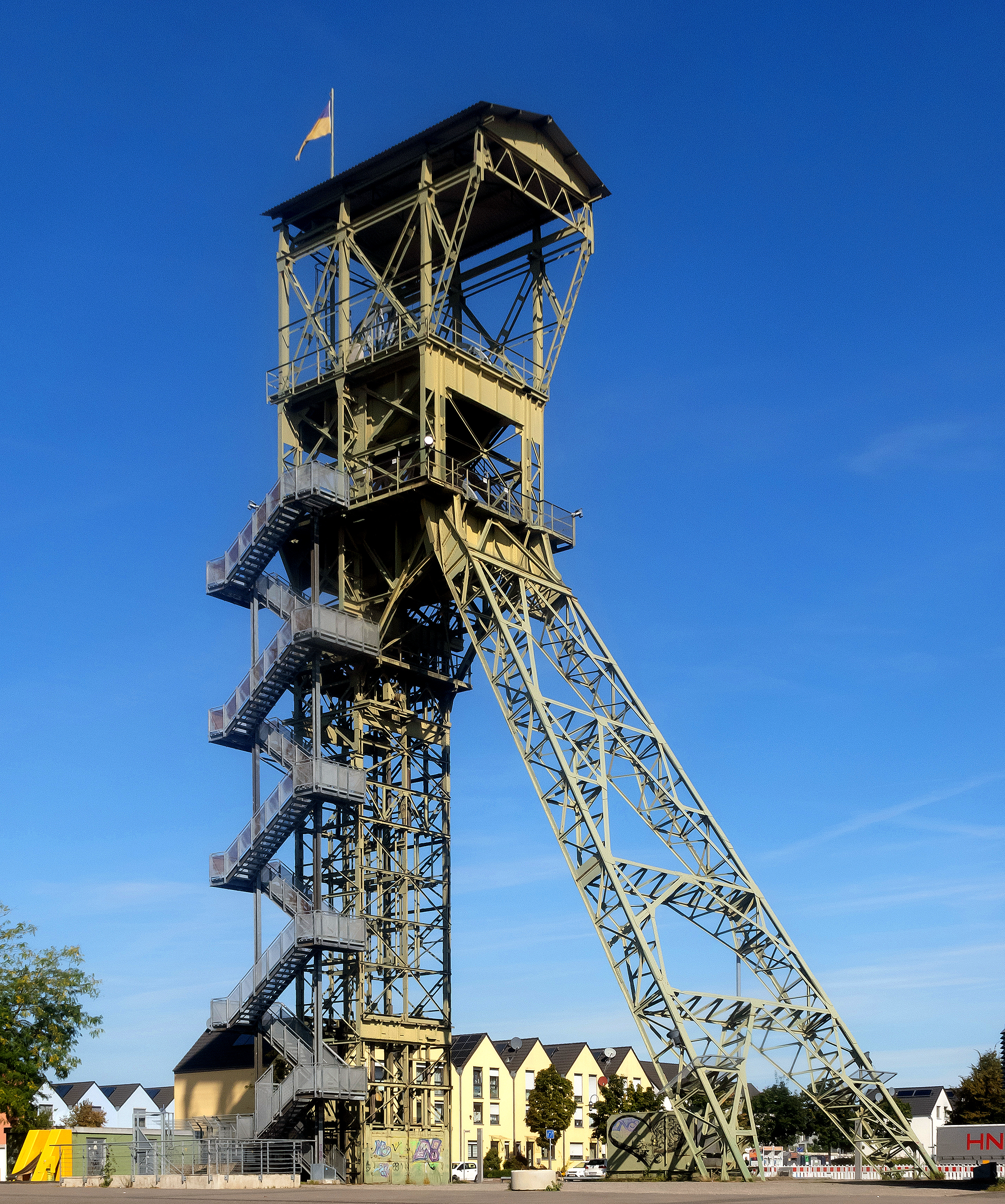
Grube Anna, Alsdorf, 2008

Die Liste von Bergwerken im Aachener Revier nennt stillgelegte Steinkohlebergwerke. Die Steinkohlenbergwerke des Aachener Reviers werden – wie auch im Saarland – als Gruben bezeichnet, die Bergwerke im Ruhrrevier hingegen als Zechen.

## Geschichte
Das Aachener Revier ist der nordöstliche Teil des limburgischen Kohlereviers, das sich von Belgien über die Niederlande bis in die Täler von Wurm und Inde nach Deutschland erstreckt. Das Aachen-Limburger Revier gilt als das älteste Steinkohlengebiet in Europa. Es wurde erstmalig im Jahr 1113 urkundlich erwähnt.
Betreiber der Gruben waren anfangs Privatinvestoren wie beispielsweise Eduard und Friedrich Honigmann, Leopold Schoeller und Christine Englerth sowie kleinere teils ausländische Gesellschaften, bevor dann schrittweise die Vereinigungsgesellschaft für Steinkohlenbau im Wurmrevier und der Eschweiler Bergwerks-Verein (EBV) die Leitung der Gruben ihrer jeweiligen Region übernommen haben, die nach der Fusion der beiden Gesellschaften im Jahr 1907 ausschließlich von dem EBV betrieben wurden.
Heute erinnern einige erhaltene Bergehalde als markante Erhebungen an die Zeit des Steinkohlenbergbaus, die teilweise rekultiviert und unter Naturschutz gestellt worden sind. Die Halde Atzenau bei Scherpenseel ist keinem Bergwerk zugeschrieben, sondern diente dem Elektrowerk in Weisweiler für ihre Zerfallschlacke.

## Liste
| Name                 | Revier               | Lage                                                | Beginn      | Ende     | Bergehalde                                                           | Anmerkungen | Bild |
| -------------------- | -------------------- | --------------------------------------------------- | ----------- | -------- | -------------------------------------------------------------------- | --- | ---- |
| Grube Adolf          | Wurmrevier           | Herzogenrath-Merkstein, Städteregion Aachen         | 1913        | 1972     | Halde Adolf                                                          | Doppelschachtanlage |      |
| Grube Anna           | Wurmrevier           | Alsdorf, Städteregion Aachen                        | 1854        | 1983     | Halde Anna I Bergehalde Anna II Bergehalden Noppenberg und Nordstern | Das Bergwerk war viele Jahre lang das größte Bergwerk im Aachener Revier, wurde in den 1960er-Jahrenmit den benachbarten Bergwerken „Carl Alexander“ und „Emil Mayrisch“ verbunden. Zur Grube gehörten die Schächte „Hermannschacht“, „Josefsschacht“, „Wilhelmschacht“, „Franzschacht“ und der „Eduardschacht“ |      |
| Grube Ath            | Wurmrevier           | Würselen, Städteregion Aachen                       | 16. Jh.     | 1879     |                                                                      | 1836 neu konzessioniert |      |
| Grube Carl Alexander | Wurmrevier           | Baesweiler, Städteregion Aachen                     | 1921        | 1975     | Bergehalde Carl-Alexander                                            | Doppelschachtanlage; wurde in den 1960er-Jahren mit den benachbarten Bergwerken „Anna“ und „Emil Mayrisch“ verbunden |      |
| Grube Carl-Friedrich | Wurmrevier           | Aachen-Richterich, Städteregion Aachen              | 1903        | 1927     | Halde Wilsberg                                                       | Doppelschachtanlage; Nach der Schließung wurden die verbliebenen Bergleute größtenteils von den benachbarten „Gruben Laurweg“ und „Gouley“ übernommen. |      |
| Grube Carolus Magnus | Wurmrevier           | Übach-Palenberg, Kreis Heinsberg                    | 1919        | 1962     | Halde Carolus Magnus                                                 | Doppelschachtanlage |      |
| Grube Emil Mayrisch  | Wurmrevier           | Aldenhoven-Siersdorf, Kreis Düren                   | 1952        | 1992     | Halde Emil Meyrisch                                                  | galt in den 1960er Jahren als eine der modernsten und leistungsfähigsten Schachtanlagen Europas und als Musterbergwerk des EBV, wurde in den 1960er-Jahrenmit den benachbarten Bergwerken „Anna“ und „Carl Alexander“ verbunden                                                                                 |      |
| Grube Furth          | Wurmrevier           | Würselen, Städteregion Aachen                       | 1550        | 1884     |                                                                      | |      |
| Grube Gouley         | Wurmrevier           | Würselen, Städteregion Aachen                       | 1599        | 1969     | Halde Gouley                                                         | 1807 neu konzessioniert, übernahm nach deren Schließung 1907 die Untertageförderung der benachbarten „Grube Teut“ verlagert, wurde 1951 zum Verbundbergwerk „Gouley-Laurweg“ vereinigt, zur Grube gehörte u. a. der „von-Görschen-Schacht“                                                                      |      |
| Grube Hankepank      | Wurmrevier           | Herzogenrath-Kohlscheid, Städteregion Aachen        |             | 1864     |                                                                      | |      |
| Grube Langenberg     | Wurmrevier           | Herzogenrath-Kohlscheid, Städteregion Aachen        | 1620        | 1913     |                                                                      | |      |
| Grube Laurweg        | Wurmrevier           | Herzogenrath-Kohlscheid, Städteregion Aachen        | 1612        | 1960     | Halde Wilsberg                                                       | Zur Grube gehörte u. a. der „Frankschacht“; 1912 wurde der unterirdische Verbund mit der benachbarten „Grube Voccart“ hergestellt, wurde 1951 zum Verbundbergwerk „Gouley-Laurweg“ vereinigt |      |
| Grube Nordstern      | Wurmrevier           | Herzogenrath-Merkstein, Städteregion Aachen         | 1880        | 1927     |                                                                      | Doppelschachtanlage |      |
| Grube Sichelscheid   | Wurmrevier           | Herzogenrath-Kohlscheid, Städteregion Aachen        |             | 1859     |                                                                      | |      |
| Grube Spidell        | Wurmrevier           | Herzogenrath-Kohlscheid, Städteregion Aachen        | 16. Jh.     | 1905     |                                                                      | 1845 neu konzessioniert |      |
| Grube Teut           | Wurmrevier           | Würselen, Städteregion Aachen                       | 17./18. Jh. | ca. 1904 |                                                                      | Doppelschachtanlage; 1863 neu konzessioniert, nach der Schließung wurde die Untertageförderung zur benachbarten „Grube Gouley“ verlagert |      |
| Grube Voccart        | Wurmrevier           | Herzogenrath-Straß, Städteregion Aachen             | 1830        | 1932     |                                                                      | 1912 wurde der unterirdische Verbund mit der benachbarten „Grube Laurweg“ hergestellt |      |
| Königsgrube          | Wurmrevier           | Würselen, Städteregion Aachen                       | 1840/41     | 1904     |                                                                      | zwischenzeitlich von 1852 bis 1864 stillgelegt |      |
| Mariagrube           | Wurmrevier           | Alsdorf-Mariadorf, Städteregion Aachen              | 1848        | 1962     | Halde Jasperberg Bergehalde Maria-Hauptschacht                       | Zur Grube gehörten die Schächte „Maria I“ (später „Reserve“), „Maria II“, „Maria-Hauptschacht“ (später „Maasschacht“), „Suermondtschacht“ und „Neuschacht“ |      |
| Grube Atsch          | Inderevier           | Stolberg-Atsch, Städteregion Aachen                 | um 1832     | 1870     |                                                                      | Bereits im 14. Jahrhundert wurde hier Kohle in Pingen abgebaut. |      |
| Grube Aue            | Inderevier           | Eschweiler-Aue, Städteregion Aachen                 | 17. Jh.     |          |                                                                      | |      |
| Grube Birkengang     | Inderevier           | Stolberg-Birkengang, Städteregion Aachen            | 1581        | 1883     |                                                                      | Außenwerk des Eschweiler Kohlbergs; 1802 neu konzessioniert; zu ihr gehörten die Schächte „Grube Christine“ (von 1834 bis 1883 im oberen Birkengang, benannt nach Christine Englerth), „Göpelschacht“ und „Matthias“.                                                                                           |      |
| Grube Centrum        | Inderevier           | Eschweiler-Stich, Städteregion Aachen               | vor 1805    | 1890/91  |                                                                      | Außenwerk des Eschweiler Kohlbergs; zu ihr gehörten die Schächte „Altgroßkohl“, „Neugroßkohl“ „Christine“, „Durchfahrt“, „Friedrich Wilhelm“, „Gyr“, „Kronprinz“, „Luise“ und „Wilhelmine“ |      |
| Grube Ichenberg      | Inderevier           | Eschweiler, Städteregion Aachen                     | 18. Jh.     | 1825     | Halde Hohenstein                                                     | |      |
| Grube James          | Inderevier           | Stolberg (Rhld.)-Büsbach, Städteregion Aachen       | 1825        | 1891     |                                                                      | Zu ihr gehörten die Schächte „Glück-auf“, „James“, „Amalia“, „Carl“, „Caroline“ und „Heinrich“ |      |
| Grube Propstei       | Inderevier           | Eschweiler, im Propsteier Wald, Städteregion Aachen | vor 1701    | 1879     |                                                                      | Sieben Schächte; Außenwerk des Eschweiler Kohlbergs, Industrieller Abbau ab 1860 |      |
| Grube Reserve        | Inderevier           | Eschweiler-Nothberg, Städteregion Aachen            | 1856        | 1944     | Halde Zechenstraße, Halde Schwarzer Berg                             | Doppelschachtanlage mit den Schächten „Wilhelmsschacht“ und „Heinrichsschacht“ |      |
| Grube Weisweiler     | Inderevier           | Eschweiler-Weisweiler, Städteregion Aachen          |             |          |                                                                      | Ende des 19. Jahrhunderts bereits geschlossen |      |
| Grube Wilhelm        | Inderevier           | Eschweiler-Wilhelmshöhe, Städteregion Aachen        | 1856        | 1874     |                                                                      | |      |
| Zeche Sophia-Jacoba  | Hückelhovener Revier | Hückelhoven, Kreis Heinsberg                        | 1914        | 1997     | Millicher Halde, Ratheimer Halde                                     | Sechs Schächte; galt ab 1960 bis zur Aufgabe des Betriebes als modernste Steinkohlenzeche Europas |      |